# American International Pictures
La American International Pictures (AIP) era una casa di produzione e distribuzione cinematografica indipendente costituita il 2 aprile 1954 come American Releasing Corporation (ARC) da James H. Nicholson, ex direttore delle vendite della Realart Pictures Inc., e Samuel Z. Arkoff, un avvocato dello spettacolo. Era dedicata alla realizzazione di film a basso budget confezionati come doppie programmazioni, principalmente di interesse per gli adolescenti degli anni '50, '60 e '70. Nicholson e Arkoff formarono la ARC nel 1954; e la loro prima distribuzione fu The Fast and the Furious nel 1955.

## Personale AIP
Nicholson e Arkoff sono stati produttori esecutivi mentre Roger Corman e Alex Gordon sono stati i principali produttori cinematografici e, a volte, registi dei film della AIP. Lo scrittore Charles B. Griffith scrisse molti dei primi film, insieme al cognato di Arkoff, Lou Rusoff, che in seguito produsse molti dei film che aveva scritto. Altri scrittori includevano Ray Russell, Richard Matheson e Charles Beaumont. Floyd Crosby, A.S.C. famoso per il suo lavoro di cinepresa su numerosi documentari esotici e vincitore dell'Oscar, Mezzogiorno di fuoco, è stato direttore della fotografia. Il suo uso innovativo di colori surreali, lenti e angoli strani ha conferito ai film AIP un aspetto esclusivo. I primi rubber monster suits e miniature di Paul Blaisdell furono usati nei film di fantascienza dell'AIP. La compagnia ha anche assunto Les Baxter e Ronald Stein per comporre molte delle sue colonne sonore.
Negli anni '50 la compagnia aveva un certo numero di attori sotto contratto, tra cui John Ashley, Fay Spain e Steve Terrell.

## Enfasi sugli adolescenti
Quando molte delle prime uscite della ARC/AIP non riuscirono a guadagnare, Arkoff interrogò gli espositori cinematografici che gli dicevano del valore del mercato adolescenziale mentre gli adulti guardavano la televisione. La AIP ha smesso di fare western con Arkoff che spiegò: "Per competere con i western televisivi devi avere colore, grandi star e $ 2.000.000".126
AIP è stata la prima azienda a utilizzare focus group, interrogando gli adolescenti americani su ciò che avrebbero voluto vedere ed usando le loro risposte per determinare titoli, stars e contenuti della storia. AIP would question their exhibitors (who often provided 20% of AIP's financing35) what they thought of the success of a title, then would have a writer create a script for it.156 Una sequenza di compiti in una produzione tipica prevedeva la creazione di un grande titolo, facendo sì che un artista come Albert Kallis che supervisionò tutte le opere d'arte dal 1955 al 1973 creasse un poster dinamico e accattivante, quindi raising i soldi, e infine scrivere e lanciare il film.

## La formula ARKOFF
Successivamente Samuel Z. Arkoff ha raccontato la sua collaudata "formula ARKOFF" per la produzione di un film di successo a basso budget, durante l'apparizione di un talk show degli anni '80. Le sue idee per un film includevano:

## American Releasing Company
AIP iniziò come American Releasing Company (ARC), una nuova società di distribuzione formata nei primi anni '50 da James H. Nicholson e Samuel Z. Arkoff.

### Roger Corman
Nicholson ed Arkoff erano interessati a distribuire un film di inseguimento in auto prodotto da Roger Corman per la sua Palo Alto Productions, The Fast and the Furious (1955). Corman aveva ricevuto offerte da altre compagnie per il film, ma la ARC si offrì di anticipare i soldi per consentire a Corman di fare altri due film. Corman ha concordato, The Fast and the Furious si è comportato bene al botteghino e la società venne lanciata.
I successivi due film di Corman per la compagnia furono un western, Cinque colpi di pistola (1955), diretto da Corman, ed un film di fantascienza, The Beast with a Million Eyes (1955). Il titolo di quest'ultimo era stato deciso da Nicholson.
La ARC ha anche distribuito il Western Outlaw Treasure (1955) con Johnny Carpenter.

### Alex Gordon
La ARC ha incaricato Corman di dirigere un'altra doppia programmazione western e di fantascienza con La meticcia di fuoco (1955) e Il mostro del pianeta perduto (1955). Entrambe le sceneggiature furono scritte dal cognato di Arkoff, Lou Rusoff, che sarebbe diventato il principale scrittore della compagnia nei suoi primi tempi. La meticcia di fuoco è stato prodotto da Alex Gordon, un socio di Arkoff, Il mostro del pianeta perduto è stato prodotto da Corman. Entrambi sono stati realizzati dalla Golden State Productions, la divisione produttiva della ARC.
Normalmente i B movies sono stati realizzati per la seconda parte di uno spettacolo e hanno ricevuto una tariffa forfettaria. Mentre la televisione stava invadendo il mercato cinematografico B, Nicholson e Arkoff pensavano che sarebbe stato più redditizio realizzare due film a basso budget e distribuirli insieme in una doppia programmazione. Nicholson trovò un titolo per un film a sostegno di Il mostro del pianeta perduto, The Phantom from 10,000 Leagues (1955), ma non aveva i soldi per fare entrambi i film. Hanno diviso i costi con Dan e Jack Milner, montatori che volevano entrare in produzione. La doppia programmazionerisultante ha avuto molto successo al botteghino.
Gordon ha anche prodotto La pantera del West (1955), un western di Corman, realizzato con la Sunset Productions. È stato messo in doppia programmazione con L'adescatrice (1955), un film noir.
Altri film pubblicati sotto lo striscione ARC includono un documentario britannico Operation Malaya (1955) e Il mercenario della morte di Corman (1956).

## American International negli anni '50
Arkoff e Nicholson avevano sempre voluto chiamare la loro compagnia "American International Pictures", ma il nome non era disponibile. Quando il nome divenne disponibile, lo cambiarono.
Alla fine degli anni '50 c'erano tre principali bracci di produzione all'AIP: Roger Corman, Alex Gordon e Lou Rusoff ed Herman Cohen. Arkoff e Nicholson comprerebbero anche film di altri registi e importarono film al di fuori dell'America.

### Roger Corman
Corman ha continuato ad essere un membro importante dell'AIP (anche se durante questo periodo ha anche lavorato per l'Allied Artists e la sua compagnia cinematografica). Fece ottenere un grande successo alla compagnia con il film di fantascienza Il conquistatore del mondo (1956) da una sceneggiatura di Rusoff che venne riscritta da Charles B. Griffith.
I suoi film includevano Rock tutta la notte (1956); Paradiso nudo (1957), nel quale Arkoff ha avuto un piccolo ruolo; La sopravvissuta, La ragazza del gruppo, La leggenda vichinga (1957), La legge del mitra con Charles Bronson e Adolescente delle caverne (1958), con Robert Vaughn.
AIP ha anche distribuito film che Corman ha contribuito a finanziare come Night of the Blood Beast, Le dee della scogliera del pescecane e The Brain Eaters (1958).

### Alex Gordon e Lou Rusoff
L'altro produttore chiave della AIP è stato Alex Gordon, che per lo più ha realizzato film attraverso il suo outfit Golden State Productions, di solito scritti da Lou Rusoff. Ha realizzato Girls in Prison (1956), con il regista Edward L. Cahn che sarebbe diventato uno dei registi più prolifici della AIP. AIP lo distribuì su una doppia programmazione con Giovani delinquenti (1956).
Cahn ha anche diretto per Gordon: The She-Creature (distribuito con It Conquered the World); La carne e lo sperone, l'ultimo western realizzato dall'AIP; Processo al rock and roll, un musical rock con Mike Connors; Runaway Daughters (1956); Voodoo Woman, Dragstrip Girl (1957), con John Ashley; Motorcycle Gang (1957), sempre con Ashley; Jet Attack e U-570 contrattacco siluri (1958). La maggior parte di questi sono stati scritti da Rusoff e diretti da Edward L. Cahn.
Gordon lasciò la AIP e Rusoff da solo produsse Hot Rod Gang (1958) e Ghost of Dragstrip Hollow (1959).

### Herman Cohen
Un altro produttore chiave della AIP è stato Herman Cohen, che ha avuto un grande successo con I Was a Teenage Werewolf (1957) con Michael Landon. Al quale hanno fatto seguito altri successi con La strage di Frankenstein (1957), Blood of Dracula (1957), How to Make a Monster (1958), The Headless Ghost (1959) e Gli orrori del museo nero (1959).

### Altri produttori
Altri collaboratori chiave che lavorarono per la AIP alla fine degli anni '50 includevano:
- Norman T. Herman: Giovani delinquenti (1956)
- Robert Gurney: Invasori dall'altro mondo (1957), Reform School Girl (1957) e Terror from the Year 5000 (1958)
- Bert I. Gordon: I giganti invadono la Terra (1957), Attack of the Puppet People (1958), War of the Colossal Beast (1958) e La vendetta del ragno nero (1958)
- Burt Topper: Baionette in canna (1958), Prima linea chiama commandos (1959) e Diary of a High School Bride (1959)
- Edward Bernds: High School Hellcats (1958).
- Stanley Shpetne: Femmina e mitra (1958) e Paracadutisti d'assalto (1959).
- Stanley Kallis: Guerriglia nella jungla (1959) e Roadracers (1959).

### Pickups
La AIP avrebbe perfezionato il loro programma di distribuzione acquistando film realizzati da produttori esterni. Tra questi, Lei, il mostro, il documentario Naked Africa, Il teschio urlante (1957), The Cool and the Crazy, Daddy-O, Dragstrip Riot e La valanga dei tanks (1958).

### Anglo-Amalgamated
La AIP sviluppò una relazione reciproca con la britannica Anglo-Amalgamated, che avrebbe distribuito i prodotti AIP nel Regno Unito. In cambio, la AIP avrebbe distribuito i loro film negli Stati Uniti, come La storia di Tommy Steele (1957) e Psycus (Cat Girl) (1957).
la AIP ha anche importato Carica nella jungla (1954, Inghilterra), Pulgarcito (1958, Messico) e Stazione spaziale K-9 (1959, Russia).

### Crisi alla fine degli anni '50
La AIP divenne vittima del suo stesso successo quando altre società hanno iniziato a copiare la sua strategia di doppia programmazione. I costi erano in aumento e non sono stati compensati dall'aumento dei ricavi al botteghino. Chiusero la maggior parte delle loro armi di produzione e si concentrarono sulla distribuzione di film dall'Italia, mentre stavano decidendo cosa fare del futuro.

## AIP's 1960s output

### Importazioni
Alla fine degli anni '50, la AIP mantenne la sua compagnia a galla importando film dall'Italia. Tra questi Nel segno di Roma (1959) e Il terrore dei barbari (1959).
Importarono anche film da altri stati europei come Pelo di spia (1959, Francia), Marte distruggerà la Terra (1959, Danimarca), La tigre di Eschnapur (1959) e Il sepolcro indiano (1960) da Fritz Lang in Germania, Il ruvido e il liscio (1959, Germania), The Professionals (1960, Gran Bretagna) e anche da altri stati esteri come Fuga in paradiso (1960) dalle Filippine.
Hanno anche comprato Cella della morte e The Jailbreakers (1960).

### Il ciclo Corman-Poe
All'inizio degli anni '60, la AIP ottenne alcuni successi combinando Roger Corman, Vincent Price e le storie di Edgar Allan Poe in una serie di film horror, con sceneggiature di Richard Matheson, Charles Beaumont, Ray Russell, R. Wright Campbell e Robert Towne.
L'idea originale, generalmente accreditata a Corman e Lou Rusoff, doveva prendere la storia di Poe "La caduta della casa degli Usher", che aveva sia un alto valore di riconoscimento del nome e il merito di essere di dominio pubblico, e quindi privo di royalty, ed espanderlo in un film. Corman ha convinto lo studio a dargli un budget maggiore rispetto al tipico film AIP in modo da poter filmare il film in formato widescreen e a colori e utilizzarlo anche per creare scenografie sontuose. Il successo de I vivi e i morti ha portato la AIP a finanziare ulteriori film basati sulle storie di Poe. I set e gli effetti speciali sono stati spesso riutilizzati nei film successivi (ad esempio, il tetto in fiamme della dimora Usher riappare nella maggior parte degli altri film come filmati di repertorio) rendendo la serie abbastanza economica. Tutti i film della serie sono stati diretti da Roger Corman ed interpretati da Price, tranne Sepolto vivo, con Ray Milland. Esso venne originariamente prodotto per un altro studio, ma la AIP ne ha acquisito i diritti.
Mentre la serie progrediva, Corman fece dei tentativi di cambiare la formula. I film successivi hanno aggiunto più umorismo alle storie, in particolare I maghi del terrore, che prende come ispirazione la poesia Il Corvo di Poe e la trasforma in una farsa a tutto tondo interpretata da Price, Boris Karloff e Peter Lorre. Corman ha anche adattato il romanzo breve di H. P. Lovecraft Il caso di Charles Dexter Ward nel tentativo di allontanarsi da Poe, ma la AIP ne cambiò il titolo in quello di un poema oscuro di Poe, The Haunted Palace, e lo commercializzò come un altro film nel serie. Gli ultimi due film della serie, La maschera della morte rossa e La tomba di Ligeia, sono stati girati in Inghilterra con un programma insolitamente lungo per Corman e la AIP.
Anche se Corman e Rusoff sono generalmente accreditati come gli ideatori dell'idea della serie Poe, in un'intervista sul DVD di I tre volti della paura di Mario Bava distribuito dalla Anchor Bay, Mark Damon sostiene che fu lui a suggerire l'idea a Corman. Damon dice anche che Corman gli ha permesso di dirigere Il pozzo e il pendolo senza che egli fosse accreditato. Il commento di Corman sul Pozzo e il pendolo non menziona nulla di tutto ciò.

#### Elenco dei film del ciclo Corman-Poe
Di otto film, sette storie sono basate effettivamente sulle opere di Poe.
1. I vivi e i morti (House of Usher) (1960) - Basato sul racconto "La caduta della casa degli Usher"
2. Il pozzo e il pendolo (The Pit and the Pendulum) (1961) - Basato sul racconto omonimo
3. Sepolto vivo (The Premature Burial) (1962) - Basato sul racconto "La sepoltura prematura"
4. I racconti del terrore (Tales of Terror) (1962) - Basato sui racconti "Morella", "Il gatto nero", "Il barile di Amontillado" e "La verità sul caso di Mr. Valdemar"
5. I maghi del terrore (The Raven) (1963) - Basato sulla poesia Il corvo
6. La città dei mostri (The Haunted Palace) (1963) - Basato sul racconto Il caso di Charles Dexter Ward di H.P. Lovecraft, utilizzando il titolo dal poema di Poe "Il palazzo stregato" del 1839
7. La maschera della morte rossa (The Masque of the Red Death) (1964) - Basato sul racconto racconto omonimo con un altro racconto di Poe, "Hop-Frog", usato come sottotrama
8. La tomba di Ligeia (The Tomb of Ligeia) (1965) - Basato sul racconto "Ligeia"

Occasionalmente, il film di Corman del 1963 La vergine di cera (The Terror) (prodotto immediatamente dopo I maghi del terrore) è riconosciuto come parte del ciclo Corman-Poe, sebbene la storia e il titolo del film non siano basati su alcun lavoro letterario.
Con sede negli uffici affittati presso i Chaplin Studios, all'inizio degli anni '60 la AIP si concentrava su film horror ispirati al ciclo Poe. Nel 1962, Arkoff dichiarò che la AIP era in una posizione simile a quella della Columbia Pictures poco prima che made Submarine e Dirigible:
Prima di allora erano nel braccio della povertà. La nostra migliore posizione ci consentirà di ottenere scrittori più importanti, forse anche produttori più importanti. Siamo una società privata al momento, ma forse entro due o tre anni diventeremo una società pubblica.

### Era Beach Party
A partire dal Vacanze sulla spiaggia del 1963, la AIP ha creato un nuovo genere di film su feste in spiaggia con Annette Funicello e Frankie Avalon. L'idea originale e la prima sceneggiatura erano di Rusoff. La serie di grande successo e spesso imitata terminò nel 1966 con il settimo film, Il castello delle donne maledette. Molti attori dei film sulla spiaggia sono apparsi anche nei film di spionaggio della AIP, come Dr. Goldfoot e il nostro agente 00¼ (1965) e nella serie sullecorse automobilistiche come Fireball 500 (1966) e Thunder Alley. Durante questo periodo, la AIP ha anche prodotto o distribuito la maggior parte dei film horror di Corman come L'uomo dagli occhi a raggi X.
Nel 1966, lo studio distribuì I selvaggi con Peter Fonda, basato vagamente sugli exploit della vita reale della banda motociclistica Hells Angels. Questo film ha inaugurato l'anno di maggior successo della AIP e ha dato il via a un sottogenere di film di gang di motociclisti che è durato quasi dieci anni e includeva Facce senza Dio, Anime nere con Dennis Hopper e Violence, il film che ha introdotto il personaggio di Billy Jack.
Nel 1968 la AIP ha lanciato un programma cinematografico da $ 22 milioni. Le scene psichedeliche e hippie della fine degli anni '60 sono state sfruttate anche con film come Il serpente di fuoco, anch'esso con Fonda, La ragazza dalla calda pelle, Quattordici o guerra, Maryjane, Gas, fu necessario distruggere il mondo per poterlo salvare e Psych-out: Il velo sul ventre con Jack Nicholson. Anche questi film di "protesta sociale" hanno avuto molto successo. I film horror hanno anche goduto di una ripresa della popolarità alla fine degli anni '60.

### International American International
Nel Regno Unito, la AIP ha costituito una partnership per la realizzazione di film con la Anglo-Amalgamated di Nat Cohen e Stuart Levy.
Durante un viaggio in Italia, Arkoff ha incontrato Fulvio Lucisano, uno sceneggiatore e produttore italiano che alla fine ha diretto l'Italian International Film, che ha coprodotto 25 film in Italia per la AIP. Poiché l'importazione di produzioni da altri paesi stranieri risultò più economica e più semplicistica rispetto alla produzione di propri film in studio in America, la AIP distribuì molti film gialli, peplum, Eurospy e film di guerra Macaroni Combat con molti attori americani e italiani come duo comico di Franco Franchi e Ciccio Ingrassia. Tuttavia la AIP distribuì solo due Spaghetti Western (Le colt cantarono la morte e fu... tempo di massacro e Dio perdona... io no!), forse ricordando il loro fallimento dei Western negli anni '50. Molti di questi film sono stati montati, riscritti con dialoghi diversi (doppiati in inglese), di solito dal nipote di Arkoff, Ted Rusoff, e talvolta salvati da Les Baxter.
La AIP, attraverso Henry G. Saperstein è nota per essere il principale distributore americano per i film di Godzilla della Toho e quelli di Gamera della Daiei degli anni '60 e '70. La AIP ha anche distribuito altri film di fantascienza giapponesi come Frankenstein alla conquista della Terra, Gappa - Il mostro che minaccia il mondo e la produzione sudcoreana Yongary il più grande mostro nonché due film animati giapponesi della Toei Animation, Le 13 fatiche di Ercolino e La storia di Alice... fanciulla infelice.
La AIP ha anche distribuito un paio di thriller spionistici giapponesi rimontati come la commedia coscritta da Woody Allen Che fai, rubi?.
Lo studio ha anche pubblicato versioni modificate e doppiate in inglese di numerosi film di fantascienza del blocco orientale, che hanno visto riscritti i dialoghi per il mercato americano e che per alcuni casi sono state girate scene aggiuntive con attori americani e britannici. Questi includono il film sovietico I sette navigatori dello spazio (Planet of Storms) , che è stato distribuito dalla AIP in due differenti versioni doppiate in inglese, come Voyage to the Prehistoric Planet e Voyage to the Planet of Prehistoric Women e il film di fantascienza ceco del 1963 Ikarie XB-1, che è stato ribattezzato Voyage to the End of the Universe.
Alcuni anni dopo, la AIP ha sostenuto un film britannico su Poe diretto da Gordon Hessler: La rossa maschera del terrore (1969), basato sul racconto "La cassa oblunga".

### AIP-TV
Nel 1964, la AIP divenne uno degli ultimi studi cinematografici ad avviare la propria compagnia di produzione televisiva, American International Productions Television (a.k.a. American International Television or AIP-TV). All'inizio la AIP-TV distribuì molti dei loro film degli anni '50 sulle stazioni televisive americane, poi girò film pilota senza successo per Beach Party e Sergeant Deadhead. La società ha quindi realizzato diversi film televisivi horror fantascientifici a colori di Larry Buchanan che erano remake dei film AIP in bianco e nero, e ha venduto pacchetti di molti film doppiati europei, giapponesi e messicani (l'ultimo tipo prodotto da K. Gordon Murray) e serie televisive animate dal vivo e straniere (incluso Yūsei Shōnen Papī). La serie animata AIP-TV più nota distribuita era Le avventure di Sinbad Junior.
Al fine di placare le paure dei proprietari di cinema che temevano che le attuali uscite sarebbero presto state trasmesse in televisione, la AIP ha dichiarato la società non avrebbe distribuito nessuno dei suoi film (riferendosi retroattivamente fino al 1963) in televisione fino a cinque anni dopo l'uscita del cinema, a meno che il film non avesse recuperato i suoi costi negativi originali. La AIP-TV ha anche girato speciali di promozione di film AIP come The Wild Weird World of Dr. Goldfoot (1965, ABC) e An Evening of Edgar Allan Poe (1972, syndication), entrambi con Vincent Price.
Nel 1978 la AIP-TV distribuì la serie di musica pop Twiggy's Jukebox. Per diversi anni in questo periodo, la AIP-TV ha anche distribuito diverse serie TV britanniche, tra cui Agente speciale, alle stazioni statunitensi.

### AIP Records
La AIP fondò la propria etichetta discografica, American International Records, nel 1959 per distribuire la musica usata nei loro film. Furono distribuiti anche numerosi album di colonne sonore.
La AIP Records una volta fu distribuito dalla MGM Records, l'etichetta discografica di proprietà della MGM.

## Anni successivi
Nel 1969 la AIP divenne pubblica per raccogliere capitali extra, emettendo sul mercato 300.000 azioni.
Nel 1970 stipularono un accordo con la Commonwealth United Entertainment per distribuire i loro film. Nel 1971 pubblicarono 31 film, il loro maggior numero fino ad oggi, e furono visti come una delle compagnie più stabili. Nonostante le loro radici di sfruttamento, durante questo periodo non si concentrarono sulla produzione cinematografica classificata X o R.

### Dimissioni di Nicholson
Nel 1972 James H. Nicholson abbandonò la AIP per fondare la sua società di produzione working out of 20th Century Fox, chiamata Academy Pictures Corporation; le cui sole due produzioni furono Dopo la vita e Zozza Mary, pazzo Gary. La AIP ha acquistato oltre 100.000 azioni di Nicholson, il quale morì poco dopo per un tumore al cervello.

## Arkoff da solo
Arkoff ha continuato ad essere presidente dell'AIP fino alla fine del decennio. I responsabili della produzione negli anni '70 includevano Larry Gordon e Jere Henshaw.
Agli inizi degli anni '70, la AIP sentiva che il ciclo del film horror era in declino e quindi passò ad altri generi, come il kung fu e i film di gangster. In particolare hanno prodotto alcuni dei film di blaxploitation di quel decennio come Blacula e Foxy Brown. In un ritorno ai vecchi "tempi di studio", la società è accreditata per aver reso Pam Grier un nome familiare, poiché la maggior parte dei suoi primi film degli anni '70 sono stati realizzati sotto contratto con l'American International.
Dalla metà alla fine degli anni '70, la AIP iniziò a produrre film più mainstream come Provaci ancora mamma, Cooley High, Il grande scout, Amityville Horror, Amore al primo morso, Meteor, Forza 10 da Navarone, Ci rivedremo all'inferno, L'isola del dr. Moreau e C.H.O.M.P.S. Supercane. L'aumento della spesa per questi progetti, sebbene abbiano incassato molti soldi, ha contribuito alla caduta dell'azienda. Nel frattempo, lo studio ha importato e pubblicato il suo ultimo film straniero, un film australiano, Interceptor, doppiato in inglese americano.
Sylvia, la prima moglie di James Nicholson, era ancora un importante azionista della società. Ha fatto causa all'AIP per cattiva gestione, ma tutto si risolse nel 1978 quando la AIP ha acquistato le sue azioni.

## Fusione con la Filmways
Alla fine degli anni '70 i costi per la realizzazione di film continuarono ad aumentare, la tattica della AIP di passare a immagini di qualità con budget più alti non stava pagando al botteghino e Arkoff iniziò a pensare di fondere la compagnia. "Siamo stati i Woolworths del mondo del cinema, ma Woolworths ha un prezzo troppo alto", ha detto Arkoff. I colloqui sono iniziati con la Filmways Incorporated. I negoziati si fermarono per un po' ma ripresero alcuni mesi dopo. Nel 1979 la AIP fu venduta alla Filmways, Inc. per $ 30 milioni e divenne una sua unità produttiva sussidiaria ribattezzata Filmways Pictures nel 1980.
Arkoff non era contento della direzione dell'azienda e si dimise per costituire la propria società di produzione, ricevendo un pagamento di 1,4 milioni di dollari.
La AIP-TV è stata assorbita dalla Filmways Television. La Filmways è stato successivamente acquistato dalla Orion Pictures Company nel 1982 e Filmways è stato successivamente ribattezzata Orion Pictures Corporation, ma ha mantenuto il ramo della distribuzione. Ciò ha permesso alla Orion di stabilire la propria distribuzione dopo aver utilizzato la Warner Bros. per la distribuzione che ha ancora i diritti di distribuzione dei film Orion distribuiti da Warner. Oggi, la maggior parte della biblioteca AIP è di proprietà della Orion Pictures Corporation, sussidiaria della Metro-Goldwyn-Mayer. Il nome American International è ancora un marchio registrato di proprietà dell'unità Orion Pictures della MGM.